# سجى الليل (فلم)
سجى الليل فيلم مصري تم إنتاجه عام 1948، من إخراج هنري بركات. وبطولة ليلى فوزي، ومحمود المليجي، وعماد حمدي، وكمال الشناوي.

## قصة الفيلم
طبيب شاب يعمل في مصحة للأمراض الصدرية، يحب ابنة أستاذه وعندما يقرر أن يتزوجها تظهر عليه أعراض المرض، يحاول الابتعاد عنها، ويشجع صديقه المهندس على الزواج من حبيبته، وخاصة أنه متيم بها . أخيرًا تعرف الفتاة السر، وتعلم أنه ما يزال يحبها لولا مرضه ويتفقان على الانتظار حتى يشفى.

## بطولة
- ليلى فوزي
- محمود المليجي
- عماد حمدي
- كمال الشناوي
- ثريا فخري

## روابط خارجية
- مقالات تستعمل روابط فنية بلا صلة مع ويكي بيانات